# Drosophila populi
Drosophila populi este o specie de muște din genul Drosophila, familia Drosophilidae, descrisă de Wheeler și Throckmorton în anul 1961.
Este endemică în Alaska. Conform Catalogue of Life specia Drosophila populi nu are subspecii cunoscute.